# Apogonichthyoides brevicaudatus
Apogonichthyoides brevicaudatus es una especie de pez del género Apogonichthyoides, familia Apogonidae. Fue descrita científicamente por Weber en 1909.
Se distribuye por el Indo-Pacífico Occidental: Indonesia, el mar de Arafura y el noroeste de Australia. La longitud total (TL) es de 19,5 centímetros. Habita en la costa, sobre fondos blandos. Puede alcanzar los 35 metros de profundidad.
Está clasificada como una especie marina inofensiva para el ser humano.